# Sovetski Put
Sovetski Put (en rus: Советский Путь) és un poble del krai de l'Altai, a Rússia, que el 2013 tenia 652 habitants. Pertany al districte de Lóktevski.